# Eva Dolan
Eva Dolan, är en brittisk författare av kriminalromaner. Dolan arbetar också som copywriter.